# Dinden
Dinden is een bestuurslaag in het regentschap Ngawi van de provincie Oost-Java, Indonesië. Dinden telt 1776 inwoners (volkstelling 2010).